# Vorauer Novelle
Vorauer Novelle oziroma Borovška pripovedka je srednjeveška pesnitev, zapisana v 649 verzih. Besedilo je fragment in je nekje na polovici pripovedke prekinjen. Borovška pripovedka spada v visoki srednji vek in je nastala okoli leta 1200. V prvi polovici 13. Stoletja je bila prvič spisana. Avtor pripovedke je neznan. Besedilo je izročeno v samostanu Vorau na avstrijskem Štajerskem.

## Zgodovinsko ozadje
Naslov Vorauer Novelle je bil izbran s strani nemškega germanista Antona Emanuela Schönenbacha, ki je leta 1899 prvič uredil besedilo. Svojo odločitev je pojasnil z besedami: »Novela spada po rodu k pripovedki [slišati], ki izpolnjuje poučno in zabavno, čudežno in zgodovinsko, cerkveno in sveto [...], in naslov Vorauer novellle sem izbral, ker ustreza ideji, s katero je bila povezana pri nastajanju imena.“
Ideja o pripovedki, ki jo citira Schönenbach, temelji na francoski Nouvelles, katero je Blankenburg leta 1796 prvič opredelil kot "realni, mali romani" 

## Vsebina
Dva samostanska gojenca pobegneta iz samostana, ker je njun učitelj preobremenjen z učnim gradivom in prepogosto zamahne s svojo palico. Prideta v (nepopolno opisano) mesto, kjer vstopita v šolo magije, katerih mojstri ju že pričakujejo. Tam izprosita uvod v klicanje duhov preko črne magije, katero se morata preko čarobne knjige naučiti. Od tega opozorila ne ravno navdušena, terjata dečka mojstra, da ju poduči čarovnije. Tako začneta živeti v grehu: Ohranjata nečisto ljubezen, kličeta hudiča za svoje cilje, postaneta pohlepna, arogantna, dovzetna za pijanosti in požrešnost. Zaradi takšnega vedenja zvabita mladeniča nase Božje prekletstvo in eden od njiju huje zboli. Sledi podrobna razprava obeh učencev, v kateri je zdrav mladenič prepričan, da njegova bolezen ni pregrešne narave. S tem šele pošteno greši. Ne zaupa več neskončni božji milosti in pade v obup. Preden umre, obljubi bolan mladenič zdravemu, da se mu bo 30 dni po njegovi smrti, če bo to le možno, ponovno pojavil, da mu pove, kaj se mu je zgodilo v posmrtnem življenju. Zatem bolan mladenič umre, kar je opisano v eni izmed najgrozovitejših scen nemške književnosti. Kosti umirajočega pokajo in se premikajo, umira v krčih po celem telesu, škrta z zobmi in joče, dokler hudič ne ugrabi njegove duše in umre. Zdrav mladenič pridobi iz tega dogodka nauk in poln obžalovanja poišče duhovnika, pri katerem se skesa. Na tem mestu se fragment odlomi.
Hie hebet sich an der sêle tôt,

der mit êweclîcher nôt

vil grimme wirt gebunden

und lasterlîchen vunden

in des tiuvels kewen

von êwen unz hin z'êwen.

(Vorauer Novelle, ed. Schönbach 1899, V. 205-210)
Hier beginnt das Verderben der Seele,

die mit unendlicher Qual

gar grausam gefesselt wird

und sich dann sündenbeladen wiederfindet

zwischen den Zähnen des Teufels

für immer und ewig.

## Avtor borovške pripovedke
Besedilo se je ohranilo brez preimenovanja. Schönenbach je besedilo pripisal nemškemu predelu, podrobnejša specifikacija kaže na alzaškega pesnika, ker za natančno določitev niso imeli dovolj sredstev. Avtor besedila je nedvomno bil izobražen in močan v latinščini, kot je tudi razvidno iz prologa, je že več latinskih besedil prevedel v nemščino. Schönebach nakazuje na izstopajoč visok nivo metrike, rime in ostalih stilnih ravni. Pesnika ni možno natančno uvrstiti v socialni staž, Schönbach domneva, da je bil klerik ali laik klerika, na kar nakazujejo pesnikovi priljubljeni teološki argumenti, seznanjenost dvornega življenja in način, kako je propoagandni namen latinskega izvirnika opustil. Čeprav pesnik imensko ni znan je Schönebach prepričan, da ga Helmut de Boor v tradiciji Gottfrieda v Strasbourgu postavlja na stran Konrada von Würzburga kot njemu enakemu.

## Izročilo besedila
Besedilo je izključno v Vorauer Codexu 412, latinsko-nemškem mešanem rokopis izročeno. Kodeks je sestavljen iz 189 pergamentnih listov, z zelo različnimi deli, ki so bili združeni šele v 15. stoletju. "Vorauer novela" je edino besedilo tega kodeksa napisano v nemškem jeziku, skupaj izročeno z latinskimi pridigami, ki nagovarja laično občinstvo. Izročeno besedilo v "Vorauer novele" skoraj zagotovo ni prva pisna različica, marveč je kopija, kar je razvidno iz napak in popravkov. Izročilo te snovi v avguštinsko kanoničnem jeziku je lahko povezano z osebo svetega Avguština. Avguštin v svoji mladosti vodi razpuščeno življenje in najde šele v kasnejših letih po njegovem iskrenem kesanju pot do boga. Misel, da se lahko zaradi obžalovanja in kesanja, pregrešno življenje obrne v dobro, je avguštinskemu kanoniku bližje od ostalim redom.